# آندراش ساتماری
آندراش ساتماری (مجاری: Szatmári András؛ زادهٔ ۳ فوریهٔ ۱۹۹۳) شمشیرباز اهل مجارستان است.